# Christian Almer
Christian Almer var en schweizisk bergsguide som blev den första att bestiga bergen Mönch och Eiger i Berner Oberland i Schweiz. Han föddes den 29 mars 1826 i Grindelwald och dog den 17 maj 1898.
Förutom Mönch och Eiger var även först med att bestiga följande berg:
- 1862 Gross-Fiescherhorn
- 1864 Barre des Ecrins
- 1865 Aiguille Verte
- 1865 Grandes Jorasses, Pointe Whymper
- 1865 Nesthorn
- 1867 Kleines Schreckhorn
- 1870 l'Ailefroide
- 1874 Mont Thuria
- 1876 Les Droites
- 1877 Pic Coolidge
- 1878 Aiguille Arves Méridonale
- 1878 Aiguille de l'Epaisseur
- 1881 Visolotto
- 1884 Pointe de Soliette